# Caccobius meridionalis
Caccobius meridionalis là một loài bọ cánh cứng trong họ Bọ hung (Scarabaeidae).